# Breckland District
Breckland District är ett distrikt (motsvarande kommun) i grevskapet Norfolk i England, Storbritannien. Distriktet har 143 479 invånare (2022). Större orter är Attleborough, Dereham, Thetford och Watton. Distriktet är indelat i 113 civil parishes.